# برنامه‌نویسی کوانتومی
برنامه نویسی کوانتومی فرآیند اسمبلی دنباله‌ای از دستورالعمل‌ها به نام مدارهای کوانتومی است که قادر به اجرا بر روی یک کامپیوتر کوانتومی هستند. زبان‌های برنامه‌نویسی کوانتومی به بیان الگوریتم‌های کوانتومی با استفاده از ساختارهای سطح بالا کمک می‌کنند.
این زمینه عمیقاً در فلسفه متن باز ریشه دارد و در نتیجه اکثر نرم‌افزارهای کوانتومی مورد بحث در این مقاله به صورت رایگان به عنوان نرم‌افزار متن باز در دسترس هستند.

## مجموعه دستورات کوانتومی
مجموعه دستورات کوانتومی برای تبدیل الگوریتم‌های سطح بالاتر به دستورالعمل‌های فیزیکی قابل اجرا بر روی پردازنده‌های کوانتومی استفاده می‌شوند. گاهی اوقات این دستورالعمل ها مختص یک پلتفرم سخت افزاری خاص هستند، به عنوان مثال تله‌های یونی یا محاسبات کوانتومی ابررسانا.

###### cQASM
که همچنین به عنوان رایج (QASM) هم شناخته می شود، یک زبان اتصال کوانتومی سخت‌افزار-آگنوستیک است که قابلیت همکاری بین تمام ابزارهای گردآوری کوانتومی و شبیه‌سازی را تضمین می کند. و توسط QCALab در TUDelft معرفی شد.

###### Quil
یک معماری از مجموعه دستورالعمل‌هایی برای
محاسبات کوانتومی است که برای اولین بار یک مدل مشترک حافظه کوانتومی/کلاسیک را معرفی کرد. و توسط رابرت اسمیت، مایکل کورتیس و ویلیام زنگ در معماری مجموعه دستورات کوانتومی عملی معرفی شد. بسیاری از الگوریتم‌های کوانتومی از جمله دورنوردی کوانتومی، تصحیح خطای کوانتومی، شبیه‌سازی، و الگوریتم‌های فرا ابتکاری نیاز به معماری حافظه مشترک دارند.

###### OpenQASM
نمایندگی میانی است که توسط IBM برای استفاده با Qiskit و IBM Q Experience معرفی شده است.

###### Blackbird
یک مجموعه دستورالعمل کوانتومی و نمایش میانی است که توسط Xanadu Quantum Technologies و Strawberry Fields استفاده می‌شود. این برنامه برای نمایش برنامه‌های کوانتومی متغیر پیوسته طراحی شده است که می توانند روی سخت افزار کوانتومی فوتونی اجرا شوند.